# (493) Griseldis
(493) Griseldis est un astéroïde de la ceinture principale découvert par Max Wolf le 7 septembre 1902.